# Law-Inseln
Die Law-Inseln sind eine Gruppe kleiner Inseln vor der Küste des ostantarktischen Kemplands. Sie liegen vor dem östlichen Ende der Law Promontory auf der Westseite der Einfahrt zur Stefansson Bay.
Norwegische Kartographen kartierten sie anhand von Luftaufnahmen der Lars-Christensen-Expedition 1936/37. Eine vom deutsch-australischen Geologen Peter Wolfgang Israel Crohn (1925–2015) geleitete Mannschaft der Australian National Antarctic Research Expeditions besuchte sie 1956. Das Antarctic Names Committee of Australia benannte sie nach ihrer Nähe zur Law Promontory. Deren Namensgeber ist der australische Polarforscher Phillip Law (1912–2010).